# Die rollende Kugel
Pour plus de détails, voir Fiche technique et Distribution.
Die rollende Kugel est un film dramatique muet allemand de 1919, réalisé par Rudolf Biebrach, sorti en 1919. Il s'agit d'une adaptation du roman Le Joueur de Fiodor Dostoïevski de 1866.
Il a été tourné aux studios Tempelhof à Berlin.

## Distribution
- Ernst Hofmann : Vanja
- Martha Angerstein-Licho : Pauline Sagorianskij
- Rudolf Biebrach : Général Sagorianskij
- Olga Limbourg : Blanche
- Georg H. Schnell : Marquis de Grillet